# Zeitungen in Spanien
1977 wurden die letzten einschränkenden Gesetzesbestimmungen der Franco-Diktatur formal aufgehoben, nachdem während der sogenannten Transition in Spanien die Pressefreiheit wiederhergestellt worden war.
Im Jahre 2006 erschienen in Spanien 136 Titel mit einer Gesamtauflage von 4,24 Mio. Exemplaren. Mit einer Reichweite von 40 % der Erwachsenen durchdringen die Tageszeitungen in Spanien einen vergleichsweise geringen Teil der Bevölkerung.
Die spanische Zeitungslandschaft wird von einigen großen, in Madrid erscheinenden Tageszeitungen dominiert, die sich teilweise sehr deutlich in ein politisches Links-Rechts-Spektrum einordnen lassen. So ist die führende Tageszeitung, El País, linksliberal und steht der sozialistischen Partei PSOE nahe, während ihre Konkurrenten El Mundo und La Razón rechtskonservative Positionen vertreten und der Partei PP nahestehen. ABC ist ebenfalls PP-nah, gilt jedoch etwas gemäßigter als El Mundo und La Razón.
Daneben gibt es einige außerhalb von Madrid erscheinende Zeitungen; diese haben überregional nur geringe Bedeutung. So ist die liberale La Vanguardia die meistverbreitete Zeitung in der Region Katalonien, wird jedoch im übrigen Spanien weitaus seltener gelesen. Andere Zeitungen sind regional ausgerichtet; einige von ihnen erscheinen in den Regionalsprachen Katalanisch, Galicisch oder Baskisch. Der Preis der größeren Zeitungen unterscheidet sich dabei traditionell nicht; 2008 kosteten alle bedeutenden spanischen Tageszeitungen wochentags 1 €. Die meisten Zeitungen erscheinen täglich; die Sonntagsausgaben haben üblicherweise ein umfangreiches Beiprogramm.
Außerdem existieren eine Reihe von Gratiszeitungen, deren Berichterstattung meist von niedrigerer Qualität ist und einen stärkeren Boulevard-Charakter aufweist. Etwa seit der Jahrtausendwende entwickelten sich diese Gratiszeitungen zu einer erheblichen Konkurrenz für die etablierten Tageszeitungen. Darüber hinaus gibt es in Spanien zahlreiche Sportzeitungen.

## Zeitungen im Einzelnen

### In Madrid erscheinende überregionale Zeitungen
- El País („Das Land“) ist die größte und international bekannteste Tageszeitung Spaniens (Auflage ca. 450.000). Sie wird von der Mediengruppe PRISA herausgegeben. 1976 gegründet, entwickelte El País sich rasch zum wichtigsten Presseorgan während des spanischen Übergangs zur Demokratie. Während der 1980er Jahre richtete sie sich immer deutlicher linksliberal aus und unterstützte die PSOE-Regierung unter Felipe González. Für die Zeitung schreiben mehrere namhafte spanische Schriftsteller, darunter Antonio Muñoz Molina, Juan José Millás und Javier Marías sowie der peruanische Autor Mario Vargas Llosa.
- El Mundo („Die Welt“) ist mit einer Auflage von ca. 350.000 die zweitgrößte spanische Tageszeitung. Sie wurde 1989 als wirtschaftsliberale und konservative Zeitung rechts der monarchistischen ABC gegründet und etablierte sich vor allem durch die Enthüllungen von Korruptionsskandalen in der Endphase der Regierung González und die regelmäßige Kritik an der PSOE. Nach den Madrider Zuganschlägen 2004 vertrat El Mundo die Theorie, die baskische Terrororganisation ETA sei in die Anschläge verwickelt, und näherte sich so dem rechten Flügel der konservativen PP. El Mundo wird von dem Unternehmen Unidad Editorial herausgegeben und von Pedro José Ramírez geleitet.
- ABC ist eine von der Mediengruppe Vocento herausgegebene konservativ-monarchistische Tageszeitung, die seit 1903 erscheint. Nachdem sie während des Franquismus als die bedeutendste spanische Zeitung galt, fiel sie während der Demokratie hinter El País und El Mundo zurück und ist derzeit mit ca. 250.000 Blatt Auflage drittgrößte spanische Zeitung.
- Público („Publikum“) ist eine 2007 gegründete Zeitung mit einer Auflage von 250.000 Exemplaren, die sich politisch eher linksliberal positioniert und deren Preis zwischen 1 und 1,50 Euro täglich schwankte, bevor 2012 die Print-Ausgabe eingestellt wurde und Público nur noch online erscheint. Público erscheint im Verlag Mediapro.
- La Razón („Die Vernunft“) hat eine Auflage von ca. 150.000 Blatt. Sie wurde 1998 von dem früheren ABC-Mitarbeiter Luis María Anson gegründet und konkurriert mit El Mundo um die politisch rechtskonservative Leserschaft. Herausgeber ist die Mediengruppe Planeta.

### In Barcelona erscheinende überregionale Zeitungen
- La Vanguardia („Die Avantgarde“) erscheint im Verlag Grupo Godó mit einer Auflage von ca. 200.000 Exemplaren. Gegründet 1881 als Organ der Liberalen Partei, vertrat La Vanguardia historisch auch Positionen des katalanischen Nationalismus. Während der Franco-Diktatur passte sie sich der Ideologie des Regimes an und wurde zur meistverkauften Zeitung Spaniens, wenngleich ihr Hauptverbreitungsgebiet Katalonien blieb. Mit dem Übergang zur Demokratie kehrte sie zu ihrer liberal-regionalistischen Grundhaltung zurück und näherte sich der katalanischen Partei Convergència i Unió an. La Vanguardia ist die meistgelesene Zeitung Kataloniens, auf gesamtspanischer Ebene ist sie das viertgrößte Blatt.
- El Periódico de Catalunya („Die Zeitung von Katalonien“) erscheint seit 1978 im Verlag Grupo Zeta in einer spanischen und einer katalanischen Version.  Sie vertritt einen gemäßigt-regionalistischen Kurs. Ihr Verbreitungsgebiet war ursprünglich auf die Region Katalonien beschränkt, seit Anfang der 1990er Jahre entstanden jedoch mehrere Schwesterzeitungen in anderen Regionen, die ebenfalls den Titel El Periódico tragen (u. a. El Periódico de Aragón, El Periódico de Extremadura) und lediglich im Regionalteil eine andere Berichterstattung haben. Die Gesamtauflage all dieser Zeitungen beträgt knapp 200.000 Blatt.

### Online erscheinende überregionale Zeitungen
- elDiario.es („Die Tageszeitung“) wurde 2012 von Ignacio Escolar gegründet, dem Gründer und ehemaligen Chefredakteur von Público. Die neugegründete Redaktion übernahm die Redakteure von Público, als die Print-Ausgabe eingestellt wurde. Alle drei Monate gibt elDiario.es ein Print-Magazin heraus, Cuadernos. Die politische Ausrichtung der Redaktion wird als republikanisch (anti-monarchistisch) und progressiv beschrieben, orientiert an einer jungen akademischen Leserschaft. elDiario.es ist eine unabhängige Zeitung, die von der hierfür gegründeten Diario de Prensa Digital S.L. herausgegeben wird, deren Anteile zu 70 % den bei elDiario.es beschäftigten gehören.

## Regionale Zeitungen
In vielen spanischen Städten erscheinen regionale Zeitungen. Dazu zählen unter anderem:
- El Correo („Die Post“), veröffentlicht in Bilbao durch die Gruppe Vocento (ABC), mit einer Auflage von ca. 125.000 Exemplaren im Baskenland. El Correo vertritt einen gemäßigt konservativen Kurs und lehnt den baskischen Nationalismus ab.
- La Voz de Galicia („Die Stimme von Galicien“), publiziert in La Coruña durch die Mediengruppe Voz, mit einer Auflage von ca. 115.000 Exemplaren in Galicien.
- Levante - El Mercantil Valenciano („Levante - Das valencianische Handelsblatt“) erscheint in Valencia mit einer Auflage von ca. 50.000 Exemplaren im Verlag Prensa Ibérica, der auch in anderen spanischen Städten Lokalzeitungen mit politisch linksliberaler Tendenz publiziert.
- Ideal ist eine in Granada veröffentlichte Tageszeitung mit Verbreitungsgebiet Andalusien, die von der Gruppe Vocento (ABC) herausgegeben wird und eine Auflage von ca. 35.000 Exemplaren erreicht.
- Diario Sur („Tageszeitung Süden“) ist eine in Málaga herausgegebene Tageszeitung mit einer Auflage von ca. 35.000 Exemplaren, die sich ebenfalls im Besitz der Gruppe Vocento befindet.
- Gara (baskisch: „Wir sind“) ist eine 1999 gegründete, baskisch-nationalistische Zeitung, die in San Sebastián vom Verlag Euskal Herriko Komunikabide Elkartea veröffentlicht wird und in einer baskischen und einer spanischen Version erscheint. Gara füllte die Marktlücke, die 1998 durch das Verbot der ETA-nahen Zeitung Egin entstanden war. Sie veröffentlicht ihre Auflage nicht, gibt jedoch die tägliche Leserzahl selbst mit etwa 100.000 an (was auf eine Auflage von 30.000 bis 50.000 Exemplaren schließen lässt). Bekannt ist Gara, da sie der Terrororganisation ETA häufig als Sprachrohr für Bombenwarnungen oder andere öffentliche Äußerungen dient.
- La Voz de Almería („Die Stimme Almerías“) ist eine regionale Tageszeitung aus Almería, der Hauptstadt der gleichnamigen Provinz Almería. Die Auflage von rund 10.000 wird von rund 67.000 Menschen täglich gelesen und ist somit die größte regionale Tageszeitung Almerías. Die meisten Leser hat sie in den Bars und Cafés, wo sie zum kostenlosen Lesen für die Gäste ausliegt.

## Sportzeitungen
- Marca („Rekord“, „Marke“) wird in Madrid von Unidad Editorial (El Mundo) herausgegeben und erreicht eine Auflage von ca. 400.000 Exemplaren. In der Fußballberichterstattung steht Marca Real Madrid und Atlético Madrid nahe, berichtet aber auch ausführlich über den FC Barcelona.
- As erscheint in Madrid im Verlag PRISA (El País) mit einer Auflage von ca. 211.553 Exemplaren (2010).[2] Sie richtet sich vor allem an Anhänger des Vereins Real Madrid.
- Sport wird in Barcelona von Grupo Zeta (El Periódico) mit einer Auflage von ca. 150.000 Blatt veröffentlicht und steht dem FC Barcelona nahe.
- El Mundo Deportivo („Die Welt des Sports“) richtet sich ebenfalls an Anhänger des FC Barcelona. Sie erscheint in einer Auflage von ca. 130.000 Exemplaren in der Verlagsgruppe Godó (La Vanguardia).
- Superdeporte („Supersport“) erscheint mit einer Auflage von ca. 15.000 Blatt in Valencia und wendet sich vor allem an Fans des FC Valencia.

## Gratiszeitungen
Vor allem seit der Jahrtausendwende erfuhren in Spanien kostenlos verteilte Zeitungen einen außerordentlichen Aufschwung. Trotz des Qualitätsunterschieds zu den etablierten Tageszeitungen erreichten sie in vielen Fällen eine deutlich größere Leserschaft. Die hier genannten Auflageziffern beziehen sich allerdings auf die gedruckte Auflage, nicht auf diejenige der tatsächlichen Leser – der Unterschied der beiden Ziffern fällt bei Gratisblättern meist knapper aus als bei Qualitätszeitungen. Als Vergleichswert wird die Zahl der wirklichen Leser von 20 minutos auf ca. 2,5 Millionen geschätzt, diejenige von El País auf 2,3 Millionen. Die meisten Gratiszeitungen erschienen lediglich montags bis freitags, da sie sich vor allem an Berufspendler wenden.
- 20 minutos („20 Minuten“) erscheint in Madrid im Verlag Multiprensa y más mit einer Auflage von ca. 1 Million Exemplaren und ist insgesamt die meistgelesene Zeitung Spaniens. Sie wurde 2000 als erste spanische Gratiszeitung gegründet (zunächst noch unter dem Titel Madrid y m@s, „Madrid und mehr“), änderte jedoch 2000 den Titel nach der Übernahme des Verlags durch die Schweizer 20 Min Holding, die auch die Schweizer Zeitung 20 Minuten herausgibt. Seit 2005 ist die Verlagsgruppe Zeta (El Periódico) Minderheitsaktionär der Holding. 20 minutos ist die weltweit erste Zeitung, die unter einer Creative Commons-Lizenz publiziert wird, d. h. deren Inhalt frei weiterverwendet werden darf.
- Qué! („Was!“) wurde 2005 erstmals herausgegeben und 2007 von der Mediengruppe Vocento (ABC) übernommen. Sie erscheint in einer Auflage von ca. 975.000 Exemplaren.
- Metro Directo war die spanische Version der weltweit erscheinenden Gratiszeitung Metro, die seit 1995 im schwedischen Verlag Metro International publiziert wird. Die spanische Ausgabe erschien in einer Auflage von ca. 850.000 Blatt. Das Erscheinen wurde im Januar 2009 eingestellt.
- Diario ADN erscheint seit 2005 auf Spanisch und Katalanisch in Barcelona im Verlag Página Cero, an dem auch Mediengruppe Planeta (La Razón) beteiligt ist. Auch ADN wird unter der Creative-Commons-Lizenz publiziert.

## Sonstiges
In Spanien platzte 2007/8 eine Immobilienblase.
Während der Wirtschaftskrise 2009/10 erhöhte der spanische Staat seine Nettoneuverschuldung. Seit etwa 2012 ist öffentlich bekannt, dass das spanische Bankensystem in einer tiefen Krise ist. Wie einige andere Mittelmeeranrainer auch leidet Spanien unter der sogenannten Eurokrise. Dadurch sowie durch die weite Verbreitung von Smartphones, Notebooks und Internetzugängen sind in Spanien die Auflagen vieler Zeitungen gesunken.